# Yorkshire Rose Winter League 1993
La Yorkshire Rose Winter League 1993 è stata la 1ª edizione dell'omonimo torneo di football americano.
I risultati sono noti solo in parte e non è noto il vincitore.

## Squadre partecipanti
| Club               | Città       | Stadio | Sponsor ufficiale | Risultato nella stagione 1986 |
| ------------------ | ----------- | ------ | ----------------- | ----------------------------- |
| Five Towns Falcons | Fitzwilliam |        |                   |                               |
| Leeds Cougars      | Leeds       |        |                   |                               |
| Manchester A's     | Manchester  |        |                   |                               |
| Yorkshire Rams     | Leeds       |        |                   |                               |

## Stagione regolare

### Calendario

#### 1ª giornata
| 17 ottobre 1993 | Leeds Cougars | 30 – 0 referto | Yorkshire Rams |  |

#### 2ª giornata
| 31 ottobre 1993 | Five Towns Falcons | 6 – 6 | Manchester A's |  |

#### 3ª giornata
| 7 novembre 1993 | Five Towns Falcons | 6 – 26 referto | Yorkshire Rams |  |

#### 4ª giornata
| 14 novembre 1993 | Manchester A's | ? – ? | Leeds Cougars |  |

#### 5ª giornata
| 5 dicembre 1993 | Yorkshire Rams | 2 – 42 referto | Leeds Cougars |  |

#### 6ª giornata
| 12 dicembre 1993 | Manchester A's | ? – ? | Five Towns Falcons |  |

#### 7ª giornata
| 16 gennaio 1994 | Manchester A's | ? – ? | Yorkshire Rams |  |

#### 8ª giornata
| 23 gennaio 1994 | Leeds Cougars | ? – ? | Five Towns Falcons |  |

#### 9ª giornata
| 13 febbraio 1994 | Yorkshire Rams | ? – ? | Five Towns Falcons |  |

#### 10ª giornata
| 20 febbraio 1994 | Leeds Cougars | ? – ? | Manchester A's |  |

#### Date non note
| 1994 | Yorkshire Rams | ? – ? | Manchester A's |  |

| 1994 | Five Towns Falcons | ? – ? | Leeds Cougars |  |

### Classifica
La classifica della regular season è la seguente:
- PCT = percentuale di vittorie, G = partite giocate, V = partite vinte,  P = partite perse, PF = punti fatti, PS = punti subiti

| Pos. | Squadra            | PCT   | G | V | N | P | PF | PS |
| ---- | ------------------ | ----- | - | - | - | - | -- | -- |
| 1    | Leeds Cougars      | 1.000 | 2 | 2 | 0 | 0 | 72 | 2  |
| 2    | Manchester A's     | .500  | 1 | 0 | 1 | 0 | 6  | 6  |
| 3    | Yorkshire Rams     | .333  | 3 | 1 | 0 | 2 | 28 | 78 |
| 4    | Five Towns Falcons | .250  | 2 | 0 | 1 | 1 | 12 | 32 |

## Verdetti
- ? vincitori della Yorkshire Rose Winter League 1993